# Campeonato Mineiro 1943
In 1943 werd het 29ste Campeonato Mineiro gespeeld voor voetbalclubs uit de Braziliaanse staat Minas Gerais. De competitie werd gespeeld van 2 mei tot 26 december en werd georganiseerd door de Federação Mineira de Futebol. Cruzeiro werd kampioen.

## Eindstand
| Plaats | Club             | Wed. | W | G | V  | Saldo | Ptn. |
| ------ | ---------------- | ---- | - | - | -- | ----- | ---- |
| 1.     | Cruzeiro         | 10   | 8 | 1 | 1  | 24:11 | 17   |
| 2.     | Atlético         | 10   | 6 | 3 | 1  | 21:8  | 15   |
| 3.     | América          | 10   | 6 | 2 | 2  | 19:13 | 14   |
| 4.     | Siderúrgica      | 10   | 3 | 2 | 5  | 18:22 | 8    |
| 5.     | Villa Nova       | 10   | 2 | 2 | 6  | 17:21 | 6    |
| 6.     | Sete de Setembro | 10   | 0 | 0 | 10 | 6:30  | 0    |

|  | Kampioen |

### Kampioen
| Campeonato Mineiro de 1943 |
| -------------------------- |
| CRUZEIRO 6º Titel          |